# Osorno la Mayor
Osorno la Mayor – gmina w Hiszpanii, w prowincji Palencia, w Kastylii i León, o powierzchni 89,16 km². W 2011 roku gmina liczyła 1435 mieszkańców.